# گلنمور (نیوجرسی)
گلنمور (به انگلیسی: Glenmoore) یک منطقهٔ مسکونی در ایالات متحده آمریکا است که در هاپول، نیوجرسی واقع شده‌است. گلنمور ۶۴٫۰۱ متر بالاتر از سطح دریا قرار دارد.